# Charles Harper Bennett

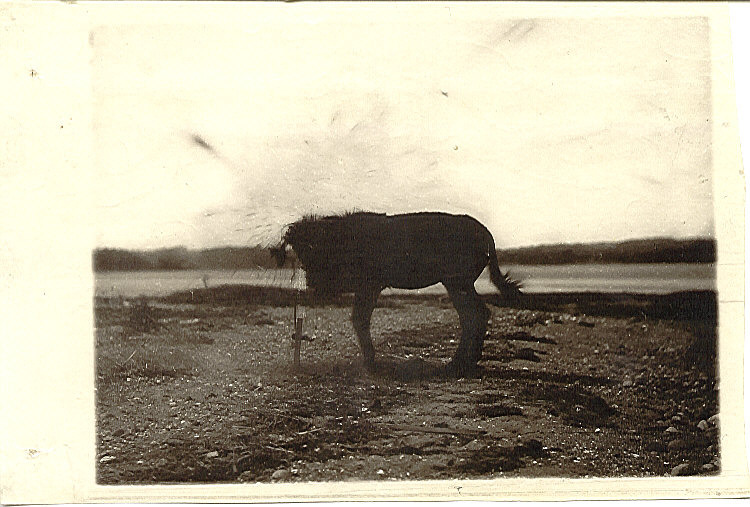
Esta fotografía tomada el 6 de junio de 1881 y publicada en Scientific American el 24 de septiembre de 1881, muestra la explosión de la cabeza de una mula mediante dinamita para demostrar la velocidad de la toma por el método de Charles Bennett.

Charles Harper Bennett (Londres, 1840-Sídney, 1927) fue un fotógrafo pionero inglés.
Su principal aportación fue la mejora del proceso denominado gelatino-bromuro que había desarrollado Richard Leach Maddox. El método que Maddox presentó en una publicación en 1871 consistía en convertir en seco al proceso conocido como colodión húmedo; para ello disolvió en gelatina, bromuro de cadmio y nitrato de plata formándose una disolución de cristales de plata que se dejaban secar sobre una placa de vidrio. No obstante, la solución sensible era muy frágil y se rayaba con cierta facilidad. En 1873 John Burguess y Richard Kennett ofrecieron  un método de endurecimiento de la emulsión al proceder a un lavado de las sales, haciéndola más resistente a fricción.
Pero en 1878 Charles Bennett descubrió que mediante un prolongado calentamiento de varios días a 32,2 °C la sensibilidad de la emulsión aumentaba. De ese modo se podrían obtener fotografías a una velocidad de 1/25 segundo. Este descubrimiento permitió que varias empresas de Europa y Estados Unidos comenzaran a comercializar el producto, lo que abrió la puerta a la aparición de la instantánea.